# Didrik Solli-Tangen
Didrik Solli-Tangen (Porsgrunn, 1987. június 11. –) norvég énekes, aki 2010-ben a "My Heart Is Yours" című dalával Norvégiát képviselte a 2010-es Eurovíziós Dalfesztiválon, melyet a szülőföldjén rendeztek meg.

## Életrajza
Solli-Tangen Porsgrunnban született. Fiatal korától érdekelte a zene. 15 évesen dobosként beszállt egy együttesbe, majd ő lett az osztálytársak és családtagok előtt fellépő együttes frontembere. Középiskolai tanulmányainak második felében ő és édesapja Anders Vagenhez járt a hangjuk képzésére. Az elején visszautasította, hogy opera stílusban énekeljen, mert túl régiesnek tartotta, de később elfogadta az elképzelést.
Didrik a Barratt Due Előadóművészi Intézetben végzett 2020-ben Oslóban. Számos norvég újság „operaénekesnek” nevezte, de ő maga nem fogadta el ezt a címkét.

## 2010-es Eurovízió
2009-ben a stockholmi dalszövegíró Hanne Sørvaag és a szerző Fredrik Kempe megírta számára a My Heart Is Yours számot, amit a 2010-es Eurovízió válogatóján adott elő. Február 6-án Didrik megnyerte a nemzeti fordulót az Oslo Spektrumban, így ő szerezte meg a jogot, hogy képviselje az országát.
Mivel a szervező országot képviselte, így rögtön a döntőbe jutott, ahol harmadikként lépett színpadra. A szavazás után a 25 induló közül a 20. helyen zárt. 
2010. szeptember 3-án a Universal Records gondozásában megjelent Solli-Tangens második, "Best Kept Secret" című kislemeze.  "Guilty Pleasures" című első nagylemeze 2010. november 1-én látott napvilágot.

## Melodi Grand Prix 2020
2013-ban Fredrik Boströmmel, Mats Tärnfors-szal és Niclas Lundinnal közösen megírták az Out of Air című dalt. Az NRK őt és testvérét, Emil Solli-Tangent választotta ki, hogy ezzel a szerzeménnyel részt vegyenek a 2020-as Eurovíziós Dalfesztivál norvég selejtezőjén, a Melodi Grand Prix 2020-on. A dalt először a második elődöntőben mutatták be, 2020. január 18-án Fornebuban. A döntőben Raylee után és Magnus Bokn előtt, másodikként léptek a színpadra. Az aranydöntőbe nem sikerült továbbjutniuk, a verseny győztese Ulrikke Brandstorp lett.

## Egyéb tevékenységek
2014-ben a Skal vi danse? egyik házigazdája volt, mikor Carsten Skjelbreid helyett ugrott be, de a 6. héten egy sürgősségi műtét miatt ki kellett szállnia. Az ő helyét nagyon gyorsan Guri Solberg vette át.

## Diszkográfia

### Albumok
| Év   | Album | Legjobb helyezés |
| Év   | Album | NOR              |
| ---- | --- | ---------------- |
| 2010 | Guilty Pleasures - Megjelent: 2010. november 1. - kiadó: Universal Norway, Class A Records - Formátumok: CD, letöltés | 28               |
| 2013 | The Journey - Me:gjelent: 2013. november 18. - Kiadó: Universal Norway, Class A Records - Formátumok: Letöltés        | —                |

### Kislemezek
| Év   | Cím                                                           | Legjobb helyezés | Album            |
| Év   | Cím                                                           | NOR              | Album            |
| ---- | ------------------------------------------------------------- | ---------------- | ---------------- |
| 2010 | "My Heart Is Yours"                                           | 2                | Guilty Pleasures |
| 2010 | "Best Kept Secret"                                            | —                | Guilty Pleasures |
| 2011 | "Compass"                                                     | —                | Guilty Pleasures |
| 2012 | "We Can Do More"                                              | —                | Csak kislemezen  |
| 2013 | "Without you"                                                 | —                | The Journey      |
| 2013 | "Six Ribbons"                                                 | —                | The Journey      |
| 2013 | "Lyset i Betlehem" (Ole Edvard Antonsennel & Sølvguttene-nel) | —                | Csak kislemezen  |

## Külső hivatkozások
- Official site